# Basentello
Basentello je rijeka na jugu Italije,
koja izvire u blizini naselja Palazzo smještenog u pokrajini Potenza (talijanska regija Basilicata), a ulijeva se u rijeku Bradano.
Basentello u svom toku utječe u jezero Lago di Serra del Corvo iz kojega se nastavlja dalje prema jugoistoku sve do ušća u rijeku Bradano u blizini jezera Lago di San Giuliano gdje se nalazi i ušće rijeke Bilioso.  